# Cotes (Leicestershire)
Pour les articles homonymes, voir Cotes.
Cotes est une paroisse civile et un hameau du Leicestershire, en Angleterre.